# Артур II (Бретан)
Артур II Бретански (на френски: Arthur II de Bretagne; * 25 юли 1261; † 27 август 1312, замък Ил, Марзан, Франция) e херцог на Бретан от династия Дрьо от 1305 г.

## Произход
Той е най-големият син на Жан II Бретански (* 2 юни 1962, † 27 август 1312), херцог на Бретан (1286 – 1305) и граф на Ричмънд (1268 – 1305), и на Беатрис Английска, дъщеря на английския крал Хенри III Плантагенет и Елеонора Прованска. Има 
- Жан (1266 – 1334), граф на Ричмънд (1306-1334). Служи на Едуард II от Англия в Шотландия срещу Робърт I от Шотландия;
- Мари (1268 – 1339), съпрга на Ги IV дьо Шатийон, граф на Сен-Пол;
- Пиер (1269 – 1314), виконт на Леон до 1294;
- Бланш (1270 – 1327), съпруга на Филип д'Артоа;
- Алиенор (1275 – 1342), игуменка на Фонтевро (1304-1342), завещава своето абатство Градуала на Елинор Бретанска.

## Биография
През ноември 1305 г., след смъртта на своя баща, 43-годишният Артур поема херцогската титла на Бретан, а неговият по-млад брат Жан Бретански получава титлата на английски граф на Ричмънд.
Херцог Артур Бретански, въпреки васалната си зависимост от Капетингите, провежда самостоятелна политика от Франция. Разделя херцогството на осем окръга. През 1309 г. събира в Бретан първите Генерални щати, зародиш на Бретанския парламент.
51-годишният херцог умира на 27 август 1312 г. в замъка Ил. Докато сърцето му е поверено на кармелитите от Пльоермел, тялото му е погребано в манастира на Корделиерите във Ван, в красивата мраморна гробница, която той е построил и чиято лежаща фигура е разрушена по време на Френската революция. Останките ѝ, използвани за павиране на пътя с камъни, ще бъдат извадени отново и сега понякога се показват на обществеността.

## Брак и потомство
Жени се два пъти:
∞ 1. 1275 в Тур за виконтеса Мария дьо Лимож (* 1260, † юни1290/февруари1291), дъщеря на Ги VI Доблестния, виконт на Лимож, и на Маргарита Бургундска, от която има трима сина:
- Жан III Добрия (* 8 март 1286, † 30 април 1341), херцог на Бретан;
- Ги Бретански (* 1287, † 16 март 1331), граф на Пентиевър и виконт на Лимож. Има една дъщеря, която го наследява: Жана дьо Пентиевър (* 1319, † 1384), графиня на Пентиевър, по-късно херцогиня на Бретан, от 1337 г. съпруга на Шарл дьо Блоа (* 1319, † 1364).
- Пиер Бретански (* 1289, †1312), господар на Авен.

∞ 2. май 1294 за Йоланда дьо Дрьо (* ок. 1265, † 1330), вдовица на краля на Шотландия Александър III, графиня на Монфор-л'Амори, дъщеря на Робер IV, граф на Дрьо, и Беатриса дьо Монфор, дъщеря на Жан I, граф на Монфор. От нея има един син и пет дъщери:
- Жана Бретанска (* 1294, † 1364), ∞ за Робер Фландърски, граф на Марл
- Жан IV Завоевател (* 1295, † 1345), граф на Монфор и херцог на Бретан; ∞ 1329в Шартър за Жана Фландърска (* 1295, † 1374)
- Беатриса Бретанска (* 7 декември 1295, † 9 декември 1384), господарка на Едè, ∞ за Ги Х, господар на Лавал († 1437)
- Алиса Бретанска (* 1297, † 1377), ∞ за Бушар VI († 1354), граф на Вандом
- Бланш Бретанска (* 18 юли 1300)
- Мария Бретанска (* 1302, † 24 май 1371), монахиня